# Liste des princesses de Turenne
Les princesses de Turenne étaient les épouses des ducs de Bouillon, princes de Turenne et de Sedan. 

## Maison de La Tour d'Auvergne(1691-1794)
| Image | Nom (dates)                                             | Époux | Titres | Eléments biographiques |
| ----- | ------------------------------------------------------- | --- | --- | --- |
|       | Anne-Geneviève de Lévis (1673-1727)                     | - Louis-Charles de La Tour d'Auvergne (mariage en 1691) - Hercule-Mériadec de Rohan (mariage en 1694)                         | - Princesse de Turenne (1691-1692) - Princesse de Maubuisson (1694-1712) - Duchesse de Rohan-Rohan (1712-1727) - Princesse de Soubise (1712-1714) | - Princesse de la Maison de Lévis. Fille de Louis-Charles de Lévis et de Charlotte de La Motte-Houdancourt. - Mère de Jules de Rohan, de Marie-Isabelle de Rohan et de Louise de Rohan.                                                                         |
|       | Marie-Armande de La Trémoille (1677-1717)               | - Emmanuel-Théodose de La Tour d'Auvergne (mariage en 1696)                                                                   | - Princesse de Turenne (1696-1717) | - Princesse de la Maison de La Trémoille. Fille de Charles Belgique Hollande de La Trémoille et de Madeleine de Créquy. - Mère d'Armande de La Tour d'Auvergne, de Frédéric-Maurice-Casimir de La Tour d'Auvergne et de Charles-Godefroy de La Tour d'Auvergne. |
|       | Louise-Françoise-Angélique Le Tellier (1700-1719)       | - Emmanuel-Théodose de La Tour d'Auvergne (mariage en 1718)                                                                   | - Princesse de Turenne (1718-1719) | - Princesse de la Famille Le Tellier de Louvois. Fille de Louis-François-Marie Le Tellier de Barbezieux et de Marie-Thérèse d'Alègre. |
|       | Anne-Marie-Christiane de Simiane (1698-1722)            | - Emmanuel-Théodose de La Tour d'Auvergne (mariage en 1720)                                                                   | - Princesse de Turenne (1720-1721) - Duchesse d'Albret (1720-1722) - Duchesse de Bouillon et comtesse d’Évreux (1721-1722)                        | - Princesse de la Famille de Simiane. Fille de François de Simiane et d'Anne-Thérèse de Simiane. - Mère d'Anne-Marie-Louise de La Tour d'Auvergne. |
|       | Marie-Charlotte Sobieska (1697-1740)                    | - Frédéric-Maurice-Casimir de La Tour d'Auvergne (mariage en 1723) - Charles-Godefroy de La Tour d'Auvergne (mariage en 1724) | - Princesse de Turenne (1723 puis 1724-1730) - Duchesse de Bouillon et d'Albret (1730-1740)                                                       | - Princesse de la Maison Sobieski. Fille de Jacques-Louis-Henri Sobieski et d'Edwige-Élisabeth-Amélie de Neubourg. - Mère de Marie-Louise de La Tour d'Auvergne et Godefroy de La Tour d'Auvergne.                                                              |
|       | Louise-Henriette-Gabrielle de Lorraine (1718-1788)      | - Godefroy de La Tour d'Auvergne (mariage en 1743)                                                                            | - Princesse de Turenne (1743-1771) - Comtesse d'Évreux (1753-1788) - Duchesse de Bouillon et d'Albret (1771-1788)                                 | - Princesse de la Maison de Guise. Fille de Charles-Louis de Lorraine et d'Élisabeth de Roquelaure. - Mère de Jacques-Léopold de La Tour d'Auvergne. |
|       | Marie-Hedwige de Hesse-Rheinfels-Rotenbourg (1748-1801) | - Jacques-Léopold de La Tour d'Auvergne (mariage en 1766)                                                                     | - Princesse de Bouillon (1766-1771) - Princesse de Turenne (1771-1792) - Duchesse de Bouillon (1792-1794)                                         | - Princesse de la Maison de Hesse. Fille de Constantin de Hesse-Rheinfels-Rotenbourg et de Sophie de Starhemberg. |

## Sources
- (en) Cet article est partiellement ou en totalité issu de l’article de Wikipédia en anglais intitulé « Princess of Turenne » (voir la liste des auteurs).